# Octav Onicescu
Octav Onicescu   (Botoșani, 20 d'agost de 1892 - Bucarest, 19 d'agost de 1983) va ser un matemàtic i estadístic romanès.
Onicescu va néixer en una família de petits terratinents en un població a la riba del riu Prut (actual frontera entre Romania i Moldàvia). Va cursar els estudis secundaris a l'institut de Botoșani fins al 1911 quan es va matricula a la universitat de Bucarest per estudiar matemàtiques. El 1913 es va graduar i es va convertir en professor de matemàtiques de l'escola militar que llavors hi havia al monestir de Dealu. Entre 1916 i 1918 va ser soldat durant la Primera Guerra Mundial, participant en la batalla de Mărăşeşti (1917), i el 1919 va anar a estudiar a Roma on va obtenir el doctorat el 1920 amb una tesi dirigida per Tullio Levi-Civita. A continuació va estar estudiant a París fins al 1922, quan va tornar al seu país per ser professor de la universitat de Bucarest durant quaranta anys.
Els seus interessos científics sobre la mecànica, per una banda, i per la teoria de la probabilitat, per l'altra, es van gestar en aquest període romano-pàrisenc. En aquest darrer camp, i en col·laboració amb el seu deixeble Gheorghe Mihoc, va fer anàlisis exhaustius de les cadenes de Màrkov i van ser els iniciadors de l'escola d'estadística i probabilitat romanesa. Va ser una gran personalitat que va tenir molts interessos diferents en el camp de la cultura i en els darrers anys va fer treballs importants en història de la ciència.